# Gryssjön, Västmanland
Gryssjön är en sjö i Lindesbergs kommun i Västmanland och ingår i Norrströms huvudavrinningsområde. Sjön är 26 meter djup, har en yta på 1,16 kvadratkilometer och är belägen 233 meter över havet. Sjön avvattnas av vattendraget Sverkestaån (Ramshytteån).

## Delavrinningsområde
Gryssjön ingår i det delavrinningsområde (663453-146784) som SMHI kallar för Utloppet av Gryssjön. Medelhöjden är 243 meter över havet och ytan är 4,96 kvadratkilometer. Räknas de 3 avrinningsområdena uppströms in blir den ackumulerade arean 23,92 kvadratkilometer. Sverkestaån (Ramshytteån) som avvattnar avrinningsområdet har biflödesordning 3, vilket innebär att vattnet flödar genom totalt 3 vattendrag innan det når havet efter 243 kilometer. Avrinningsområdet består mestadels av skog (69 procent). Avrinningsområdet har 1,16 kvadratkilometer vattenytor vilket ger det en sjöprocent på 23,3 procent.